# Fuerza Demócrata Republicana
Fuerza Demócrata Republicana (FDR) ist eine Oppositionspartei in Äquatorialguinea. Sie wurde 1995 gegründet.

## Geschichte
Die Partei wurde am 4. September 1995 von früheren Mitarbeitern des Regimes von Francisco Macías Nguema und Teodoro Obiang Nguema gegründet. Zu den Gründern gehörten Felipe Ondo Obiang, Guillermo Nguema Ela, Bonifacio Nguema Esono Nchama und Eloy Eló. Unterstützung erhielt die Partei vor allem in der Hauptstadt des Landes, Malabo, und in der Provinz Wele-Nzas (vor  allem im Distrito de Mongomo). Zugleich wurde eine gewisse Verwurzelung in der Armee festgestellt.
Nach ihrer Gründung beantragte die Partei die Legalisierung. Die Regierung Äquatorialguineas lehnte dies jedoch mit der Begründung ab, dass „Mongomo von der PDGE abstamme“ („Mongomo es del PDGE“), und spielte damit darauf an, dass keine andere politische Gruppierung der Regierungspartei die Macht streitig machen könne. Tatsächlich löste die Gründung der FDR eine negative Reaktion innerhalb der äquatorialguineischen Regierung aus (da ihre Wurzeln in Mongomo, der traditionellen Hochburg der Regierung lagen), und in der Folge wurde die Partei unterdrückt und viele der Parteiführer eingekerkert und gefoltert. Es heißt, dass sogar Präsident Teodoro Obiang Nguema schwor, die Partei nicht legalisieren zu lassen. Dadurch wurde ein großer Teil der Parteiführer ins Ausland gedrängt und viele der Aktivitäten der FDR werden im Exil weitergeführt.
Im Laufe ihrer Geschichte war die FDR Teil verschiedener Oppositionsbündnisse, darunter Demócratas por el Cambio para Guinea Ecuatorial (DECAM) und Frente de Oposición Democrático (FOD).
Im Jahr 2014 plante die FDR die Teilnahme an einem vom guineischen Regime einberufenen Nationalen Dialog, um Gespräche aufzunehmen. Die Parteiführung entschied sich jedoch, aus dem Verfahren auszusteigen, weil es nicht ordnungsgemäß durchgeführt wurde.
Im Jahr 2018 wurde über eine erneute Inhaftierung von Felipe Ondo Obiang im Black Beach-Gefängnis berichtet.
Derzeit (2023) wird die Partei von Guillermo Nguema Ela geführt.